# Vangteh
Vangteh o Vangte (birmano: ဗန်းတဲ့) es una localidad del Estado Chin, en el oeste de Birmania. Dentro del estado, la localidad pertenece al municipio de Tedim en el distrito de Falam.
En 2014, la agrupación de pueblos de Vangteh tenía una población de 2095 habitantes.
La localidad fue uno de los centros políticos del pueblo guite entre los siglos XIII y XIX y ha conservado numerosas tradiciones folclóricas de esa época. En la Segunda Guerra Mundial, el pueblo fue conocido en la región por conseguir resistir a la invasión japonesa, lo que llevó a los británicos a establecer una oficina administrativa de guerra aquí.
Se ubica en una zona montañosa próxima al río Manipur, unos 15 km al sur de la capital municipal Tedim.